# Les Ombres de Francesca da Rimini et de Paolo Malatesta apparaissent à Dante et à Virgile
Les Ombres de Francesca da Rimini et de Paolo Malatesta apparaissent à Dante et à Virgile est un sujet peint en plusieurs versions par Ary Scheffer, tous à l'huile sur toile. Il représente une scène de la Divine Comédie de Dante Alighieri, où Dante et Virgile voient Francesca da Rimini et Paolo Malatesta en Enfer.
Ce tableau est considéré comme le chef-d'œuvre de Scheffer.

## Contexte
Dans le premier volume de la Divine Comédie, Inferno, Dante et Virgile rencontrent Francesca et son amant Paolo dans le deuxième cercle de l'enfer, réservé aux coupables de luxure. Le couple y est piégé dans un tourbillon éternel, condamnés à être balancés en l'air pour toujours pour s'être permis de se livrer à leur passion. Dante les appelle et s'adresse à Francesca : elle donne indirectement quelques détails de sa vie et de sa mort ; Dante, apparemment familier avec cette histoire, l'identifie correctement par son nom. Il lui demande ce qui les a menés à la damnation, et son histoire touche tellement Dante, qu'il s'évanouit de pitié. Les amours de Francesca et Paolo et leur damnation aux Enfers font l'objet de représentations artistiques nombreuses au XIXe siècle.

## Versions
Comme d'autres artistes tels que William Powell Frith, Scheffer a pris l'habitude de répéter ses tableaux, qui ont eu le plus de succès, dans de plus petites versions plus tard dans sa vie, en particulier parce que ses derniers travaux n'ont pas eu beaucoup de succès et qu'il a perdu son rôle de peintre de cour après la Révolution française de 1848. La première version des Ombres de Francesca da Rimini et de Paolo Malatesta apparaissent à Dante et à Virgile a été réalisée en 1835 et mesure 166,5 × 234 cm ; elle est conservée au Wallace Collection à Londres.
Il existe deux autres versions datant de 1851 : celle du Cleveland Museum of Art (États-Unis), qui mesure 24,7 × 33,2 cm ; et celle du Carnegie Museum of Art de Pittsburgh (États-Unis).
Une version datée de 1854 et mesurant 51,7 × 81,3 cm est conservée au Kunsthalle de Hambourg.
Une autre, de 1855 (171 × 239 cm), est conservée au musée du Louvre à Paris.

## Galerie

Les différentes versions
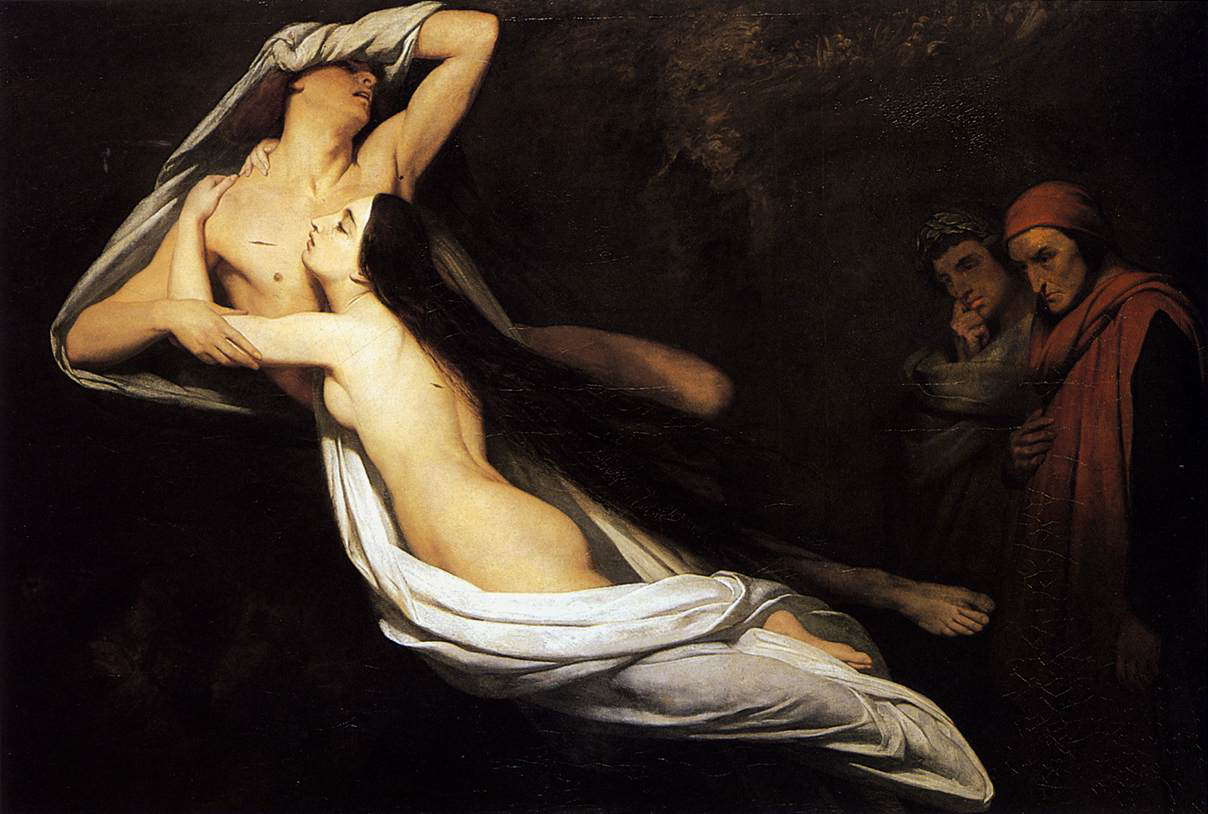
Première version (1835), Londres, Wallace Collection.
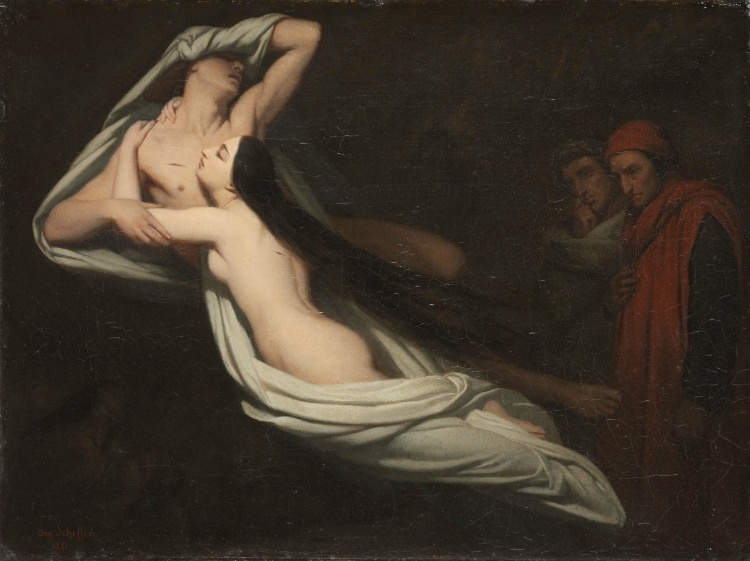
Version du Cleveland Museum of Art (1851).
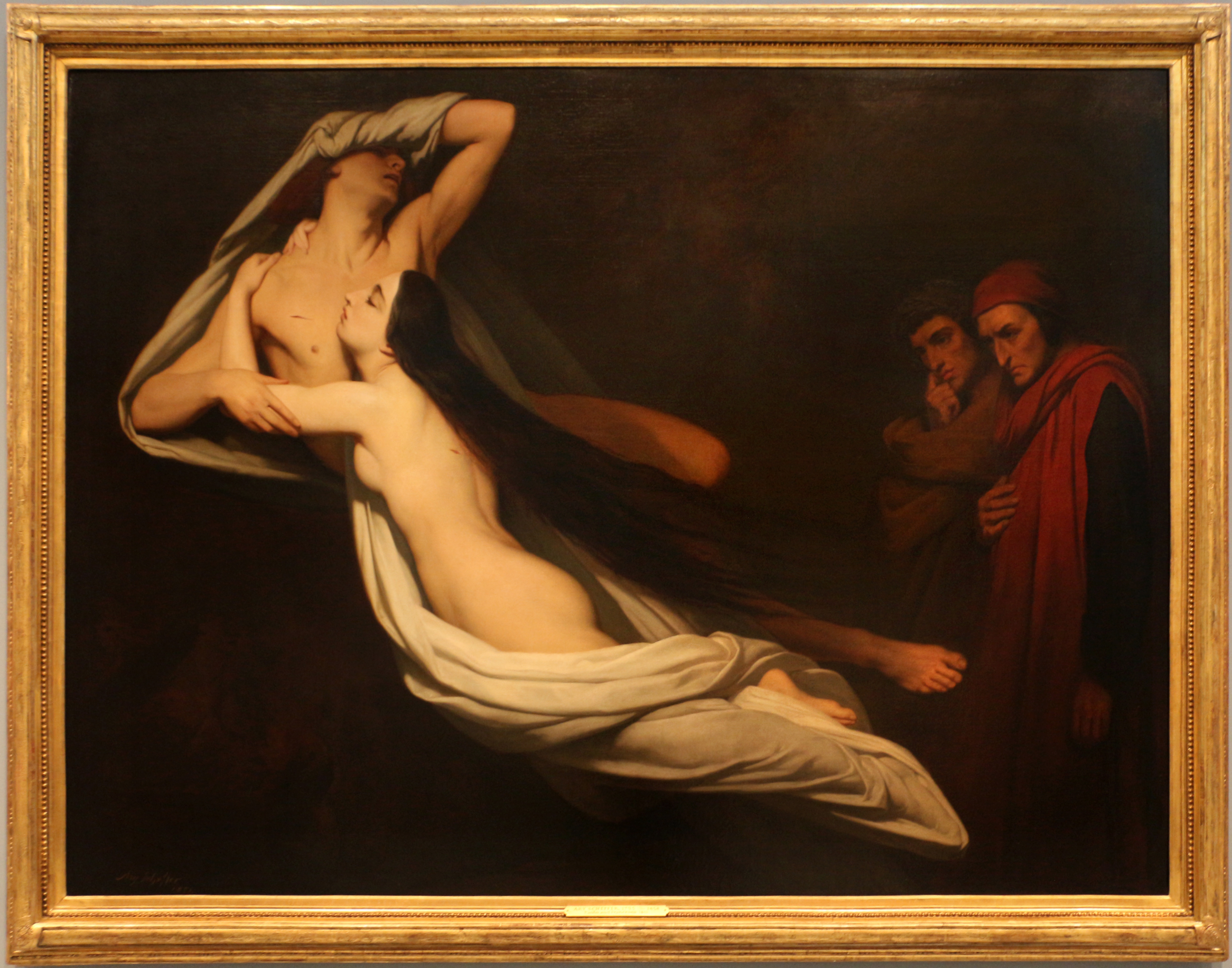
Version du Carnegie Museum of Art de Pittsburgh (1851).
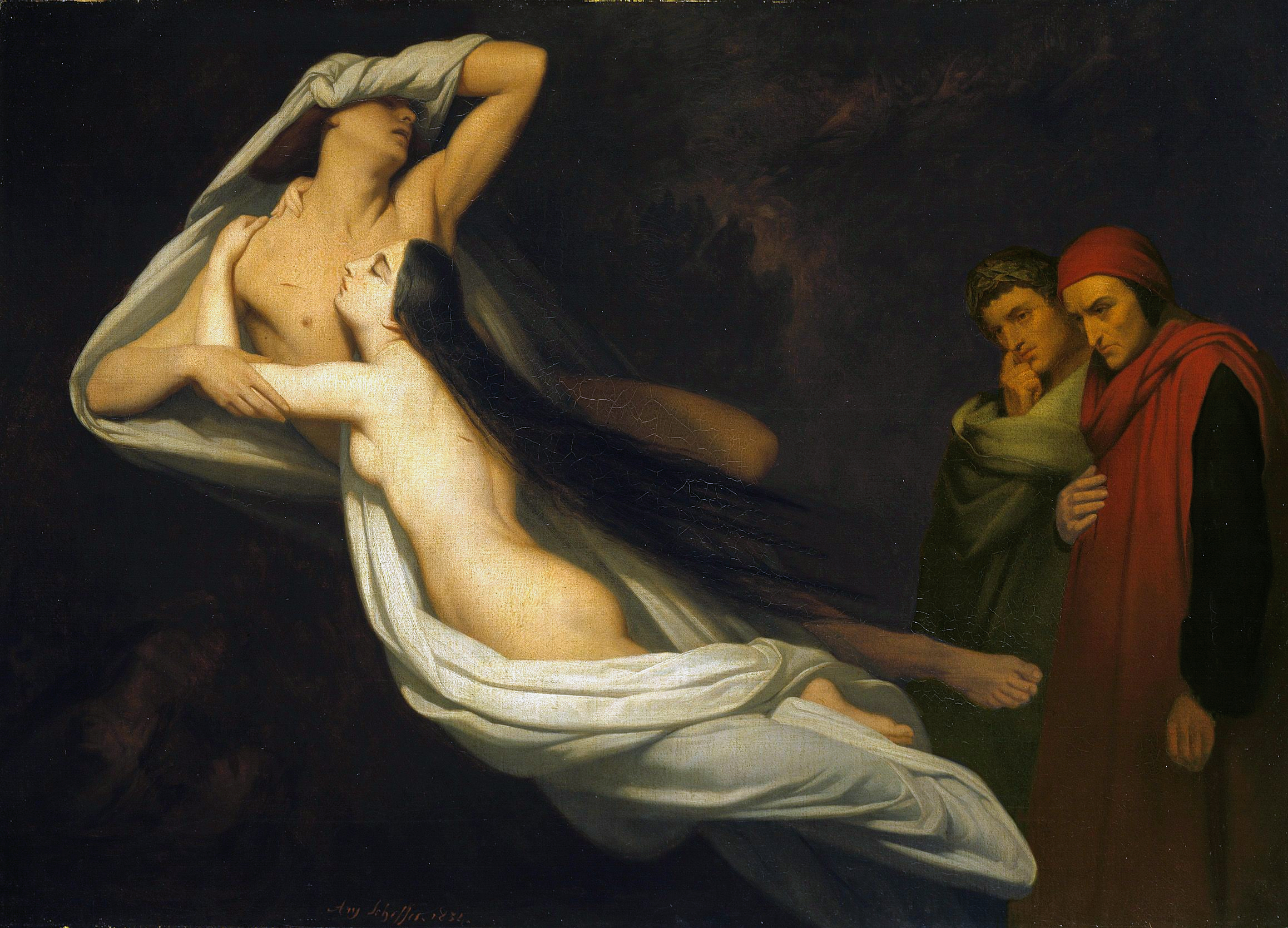
Deuxième version (1854), Kunsthalle de Hambourg.
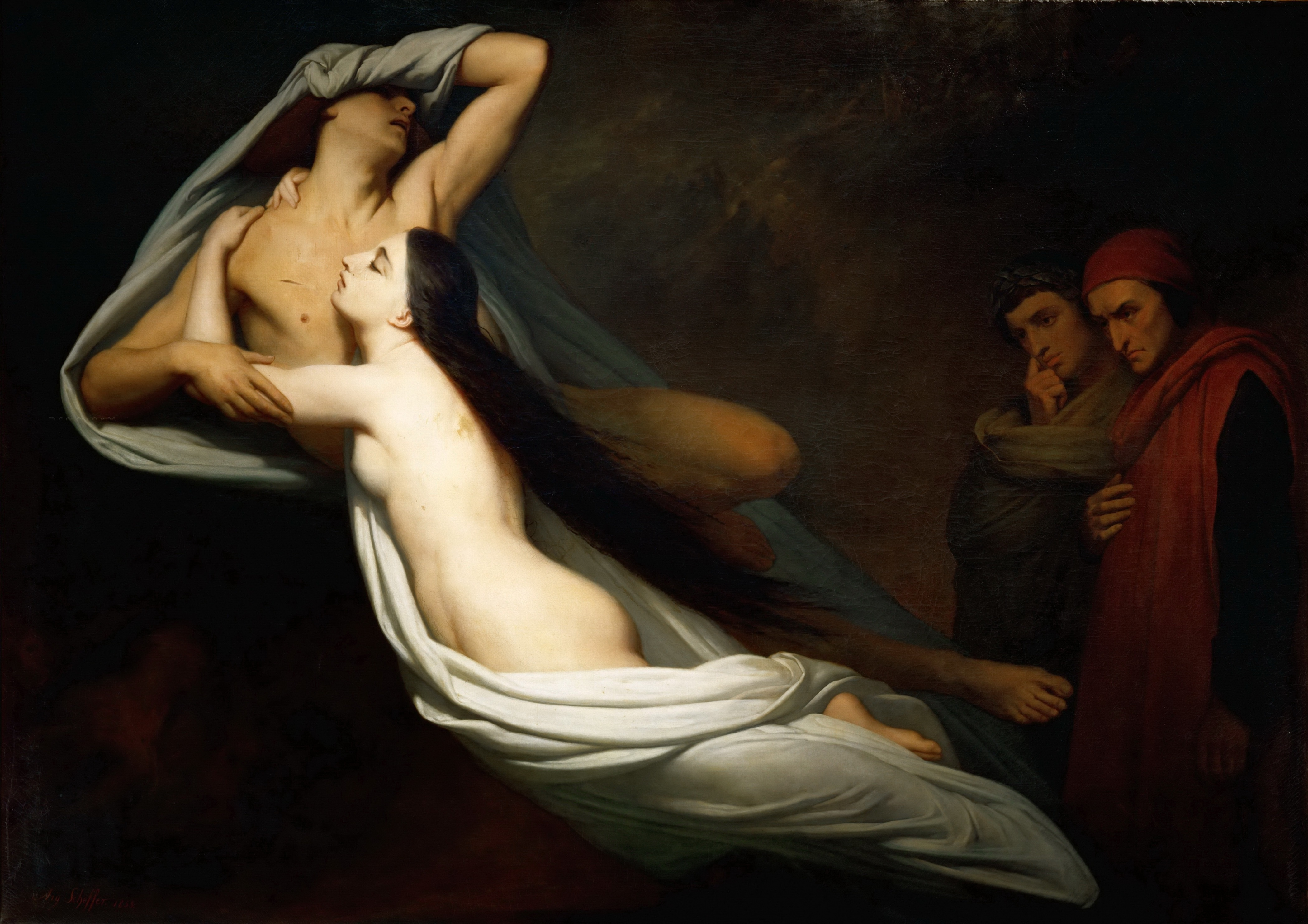
Troisième version (1855), Paris, musée du Louvre.